# قرار مجلس الأمن التابع للأمم المتحدة رقم 1634
قرار مجلس الأمن التابع للأمم المتحدة رقم 1634، الذي تم تبنيه بالإجماع في 28 أكتوبر / تشرين الأول 2005، بعد التذكير بجميع القرارات السابقة بشأن الوضع في الصحراء الغربية، بما في ذلك القرارات 1495 (2003) و1541 (2004) و1598 (2005)، مدد المجلس ولاية بعثة الأمم المتحدة للاستفتاء في الصحراء الغربية حتى 30 أبريل 2006.
يمثل القرار التمديد الثامن والعشرون لولاية المينورسو.

## القرار

### أعمال
ودعيت جميع الأطراف إلى احترام الاتفاقات العسكرية التي تم التوصل إليها مع بعثة الأمم المتحدة للاستفتاء في الصحراء الغربية. ودُعيت الدول الأعضاء إلى النظر في المساهمة في اتخاذ تدابير بناء الثقة لتيسير زيادة الاتصال الشخصي، مثل الزيارات العائلية. ومُددت ولاية بعثة الأمم المتحدة للاستفتاء في الصحراء الغربية، وأصدر الأمين العام كوفي عنان تعليماته بتقديم تقرير عن الوضع في الصحراء الغربية ولكي يقدم المبعوث الشخصي إحاطة في غضون ثلاثة أشهر بشأن التقدم المحرز في الإقليم.

## روابط خارجية
- نص القرار في undocs.org